# Gazetka Miki
Gazetka Miki – tygodnik komiksowy ukazujący się w Polsce od 18 grudnia 1938 do 14 maja 1939. Każdy numer liczył 8 stron i kosztował 40 groszy, co wg przelicznika z połowy 2020 roku stanowiło równowartość 4 złotych.
W magazynie ukazywały się takie serie komiksowe jak:
- „O Królewnie Śnieżce i siedmiu krasnoludkach”
- „Jak Miki pokonał olbrzyma”
- „O słoniu Tomku”
- „Przygody Jacusia”
- „Sierżant King” (na podstawie powieści Zane’a Greya)[1].

Ponadto publikowano paski komiksowe z Kaczorem Donaldem, Myszką Miki, Goofym, Popeye’em, Trzema małymi świnkami i Wilkiem Bardzozłym. Niektóre postacie disnejowskie miały inne od obecnie obowiązujących tłumaczenia imion np. Kaczor Donald – Kaczorek Zadziorek, Myszka Minnie – Mysia, Goofy – Hipolit Warkot.
Redaktorką naczelną pisma była Aleksandra Bończa-Waśniewska, a w składzie redakcyjnym były również m.in.: Wanda Woskowska, Wanda Grodzieńska, Bronisława Jankowska, a na stałe współpracował z pismem Jan Marcin Szancer.
W piśmie publikowano opowiadania oraz wiersze m.in. Zofii Kossak, Janusza Meissnera, Gustawa Morcinka, Jana Brzechwy, Juliana Tuwima, Zygmunta Nowakowskiego, nie zabrakło również łamigłówek, szarad i krzyżówek.
Siedziba magazynu mieściła się w Warszawie przy ul. Jasnej 18/20 m. 17.
Obecnie skany czasopisma można oglądać na stronach Biblioteki Uniwersytetu Jagiellońskiego.